# Wilfried Theising
Wilfried Theising, né le 20 septembre 1962 à Wettringen (Rhénanie-du-Nord-Westphalie, Allemagne), est un prélat catholique allemand, évêque auxiliaire de Münster depuis 2010.

## Biographie

### Formation et prêtrise
Après des études en théologie et en philosophie catholique à l'université de Münster et celle de Vienne, Wilfried Theising est ordonné prêtre le 14 mai 1989, dans la grande cathédrale de Münster, par Mgr Reinhard Lettmann.
Jusqu'en 1993, il est aumônier de l'église Saint-Étienne de Beckum et, de 1994 à 1997, des paroisses du Sacré-Cœur et Sainte-Elizabeth, à Münster. De 1997 à 2003, il est curé de la paroisse Saints-Corneille-et-Cyprien à Metelen. En 2003, il est nommé doyen du doyenné de Saint-Rémi, curé de l'église du Christ-Roi et vicaire dans la paroisse de Saint-Michel. Parallèlement, il est doyen de la région de Borken.

### Épiscopat
Le 31 mai 2010, il est nommé évêque titulaire de Mina (de) et évêque auxiliaire de Münster par le Pape Benoît XVI. Le 29 août, il reçoit la consécration épiscopale des mains de Mgr Felix Genn, assisté de Mgrs Reinhard Lettmann et Heinrich Maria Janssen (de), dans la cathédrale Saint-Paul de Münster.
Depuis 2012, au sein de la conférence épiscopale allemande, il est membre de la Commission de la science et de la culture et de la Commission sur le mariage et la famille.
En 2014, il est nommé Grand Officier de l'Ordre du Saint-Sépulcre par le cardinal Edwin O'Brien. Le 10 mai 2014, il est également investi Grand Prieur de la Lieutenance allemande, en la cathédrale d'Aix-la-Chapelle, par le cardinal Reinhard Marx.